# هانک مونجین
هانک مونجین (انگلیسی: Hank Moonjean; زاده ۷ ژانویهٔ ۱۹۳۰ – درگذشته ۷ اکتبر ۲۰۱۲) تهیه‌کننده فیلم، و کارگردان فیلم ارمنی‌تبار اهل ایالات متحده آمریکا بود. فیلم‌های ساخته شده توسط او عبارتند از: ارتباطات خطرناک، بازی کودک و گاتزبی بزرگ و چندین فیلم از بورت رینولدز. هانک مونجین تولیدکننده فیلم ارتباط خطرناک بود که به‌طور مشترک با نورما هیمن کاندید بهترین فیلم نامزد دریافت جایزه اسکار در سال ۱۹۸۸ شد.